# Týnišťko
Týnišťko (en allemand : Teinischt) est une commune du district d'Ústí nad Orlicí dans la région de Pardubice en République tchèque. Sa population s'élevait à 160 habitants en 2024.

## Géographie
Týnišťko se trouve à 7 km au nord-ouest de Vysoké Mýto, à 22 km à l'ouest-nord-ouest d'Ústí nad Orlicí, à 23 km à l'est-sud-est de Pardubice et à 119 km à l'est de Prague.
La commune est limitée par Horní Jelení au nord et au nord-ouest, par Dobříkov à l'est, par Zámrsk au sud-est, par Radhošť au sud-ouest, et par Jaroslav à l'ouest.

## Histoire
La première mention écrite de la localité date de 1334.

## Galerie

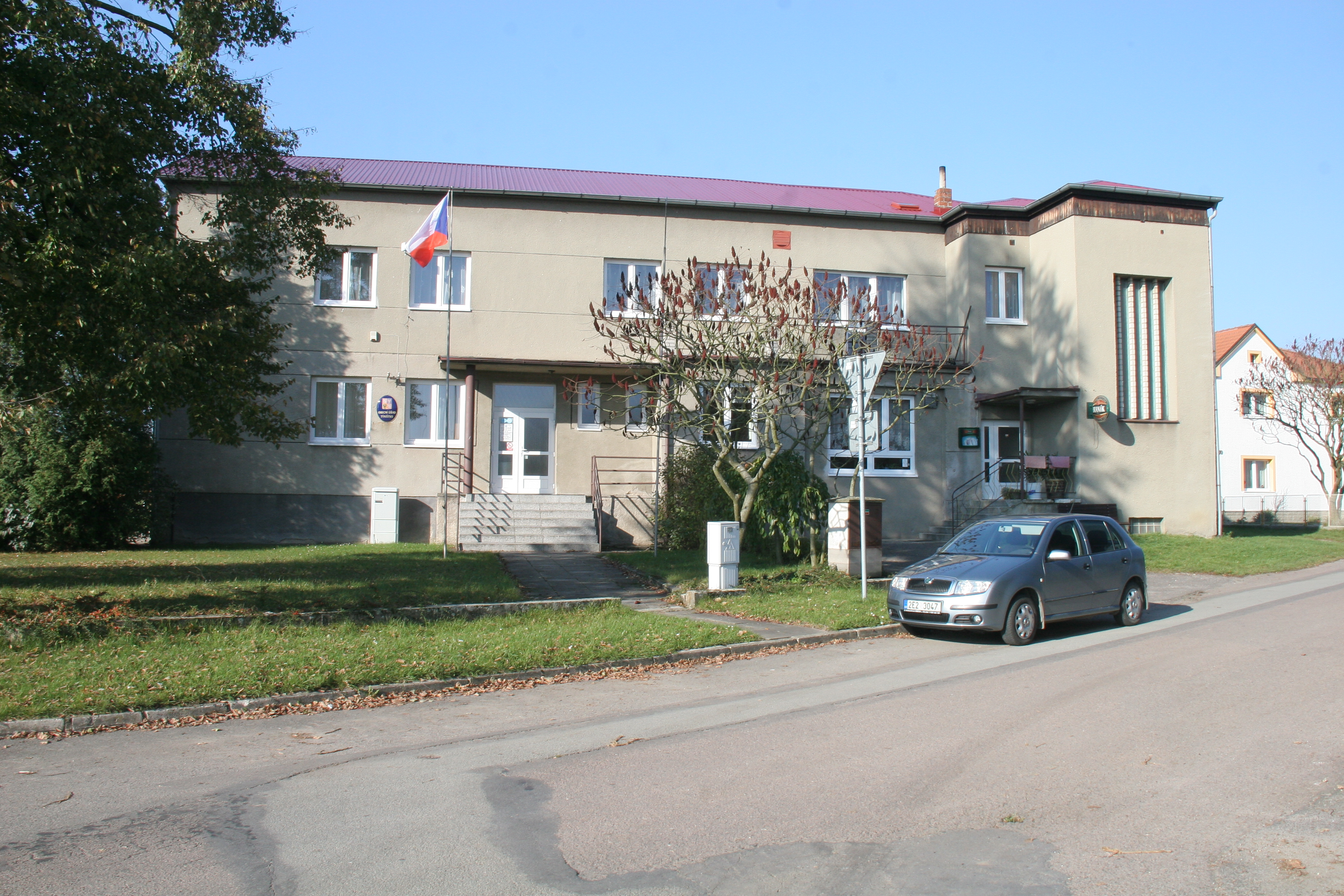
Týnišťko : la mairie.
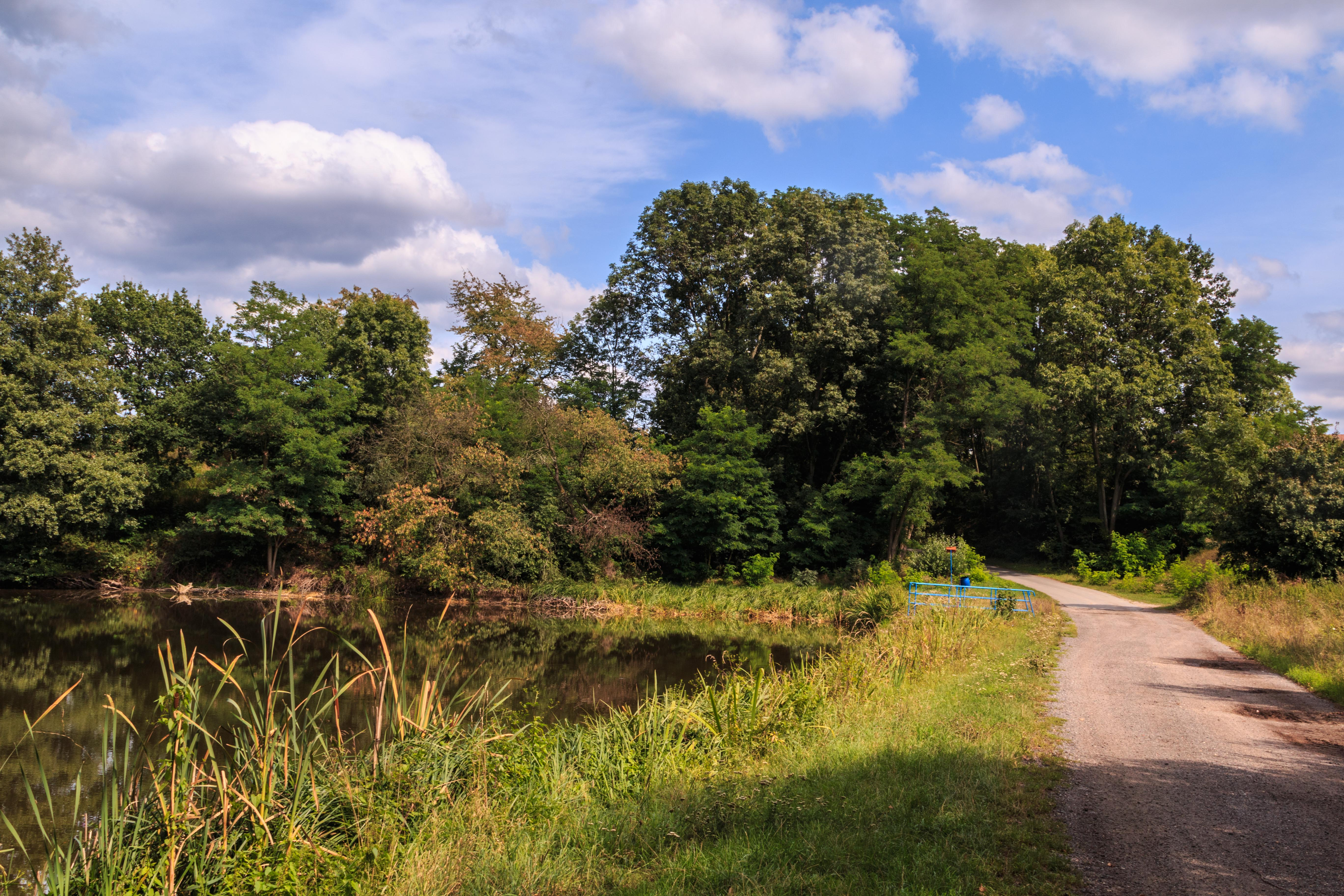
Étang à Týnišťko.

## Transports
Par la route, Týnišťko trouve à 8 km de Vysoké Mýto, à 28 km d'Ústí nad Orlicí, à 27 km de Pardubice et à 141 km de Prague. 